# Marija Koczubej
Marija Wasilijewna Koczubej z d. Wasilczikowa, ros. Мария Васильевна Кочубей, Васильчикова (ur. 10 września 1779 w Moskwie, zm. 12 stycznia 1844 w Paryżu) – rosyjska arystokratka, księżna jako żona Wiktora Koczubeja, patronka poetów.

## Życiorys
Urodziła się w rodzinie Wasilija Semionowicza Wasilczikowa (1743–1808), szambelana, i Anny Kiriłłowny Razumowskiej (1754–1826), damy dworu Katarzyny II. Miała czworo rodzeństwa, siostrę Jekaterinę (1773–1816) oraz braci: Aleksieja (1776–1854), Aleksandra (1777–1842) i Kiriłła (1780–1827). Od wczesnych lat dzieciństwa wychowywała się w Petersburgu pod opieką ciotki Naliji Zagrjażskiej (1747–1837), jednak z dala od rodziców i rodzeństwa. We wrześniu 1799 została zaręczona z Wiktorem Koczubejem (1767–1834), wicekanclerzem Imperium i faworytem cara Pawła I, za którego wyszła w listopadzie t.r.
Niedługo potem mąż Mariji został odsunięty od dworu carskiego i małżeństwo zamieszkało w Dykańce, wyjeżdżając następnie do Drezna. W wyniku intronizacji Aleksandra I, w 1801 Koczubejowie powrócili do stolicy, gdzie Wiktor zrobił błyskotliwą karierę, szybko stając się jednym z najbliższych współpracowników cara. Dzięki temu także Marija umacniała swoją pozycję w otoczeniu carowej, uzyskując tytuły damy rycerstwa (ros. Кавалерственная дама) w 1804, następnie damy dworu (ros. статс-дамa) 22 sierpnia 1826. W 1831 otrzymała tytuł księżnej jako małżonka podniesionego do tej rangi Wiktora.
W 1817–1818 zamieszkała w Paryżu, gdzie jej mąż wypełniał misję dyplomatyczną. Po powrocie Koczubejowie osiedli w Carskim Siole, gdzie Marija urządziła wzorową rezydencję w tzw. Pałacu Zapasowym. Prowadziła salon artystyczno-naukowy, którego częstym gościem był Aleksandr Puszkin. Po śmierci męża w 1834 sprzedała posiadłość w Carskim Siole, aby spłacić ciążące na niej długi, i zamieszkała w Petersburgu. Kontynuowała wystawne życie, chętnie otaczając się artystami i poetami, ale także duchownymi. Śmierć ciotki w 1837, której była jedyną spadkobierczynią, znacznie poprawiła jej status materialny. Zmarła w 1844 w trakcie jednej z podróży zagranicznych w Paryżu. Została pochowana na cmentarzu Montmartre, po czym jej szczątki przeniesiono do cerkwi św. Ducha w Ławrze Aleksandra Newskiego w Petersburgu.

## Rodzina
13 listopada 1799 w cerkwi śś. Symeona i Anny w Petersburgu wyszła za mąż za Wiktora Pawłowicza Koczubeja (1767–1834), syna Pawła Wasilijewicza (1738–1786) i Uljany Andriejewny z d. Biezborodko (1742–1777), hrabiów Koczubejów; świadkowali im Nikołaj Zagrażski i Piotr Razumowski. Małżeństwo miało trzynaścioro dzieci, z których tylko pięcioro dożyło wieku dorosłego:
- Natalija Wiktorowna (1800–1855), zamężna za Aleksandra Grigorijewicza Stroganowa (1795–1891);
- Aleksandr Wiktorowicz (1802–1808);
- Pawieł Wiktorowicz (1803–1807), chrześniak Ilji Bezborodki;
- Nikołaj Wiktorowicz (1805–1811), zmarł na odrę;
- Andriej Wiktorowicz (1807–1816), zmarł na czerwonkę;
- Jekaterina Wiktorowna (1808–1809);
- Jelizawieta Wiktorowna (1809–1809);
- Lew Wiktorowicz (1810–1890), żonaty z Jelizawietą Wasilijewną Koczubej (1821–1897);
- Jelena Witorowna (1811–1811);
- Wasilij Wiktorowicz (1812–1850), żonaty z Jeleną Pawłowną Biełosielską (1812–1888), pasierbicą Aleksandra von Benckendorffa;
- Anna Wiktorowna (1813–1827), zmarła na czerwonkę;
- Michaił Wiktorowicz (1816–1874), żonaty z Mariją Iwanowną Bariatynską (1818–1843), córką Iwana Iwanowicza Bariatynskiego (1772–1825);
- Siergiej Wiktorowicz (1820–1890), żonaty z Sofiją Aleksandrowną Diemidową (1825–1875), córką Aleksandra von Benckendorffa (1782–1844).

## Odznaczenia
- Dama Orderu św. Anny II kl. (22 lipca 1804), I kl. (15 kwietnia 1841)

## Genealogia
| Prapradziadkowie                            | ? (?–?) ∞? ? (?–?)                                                                       | ? (?–?) ∞? ? (?–?)                                                                       | ? (?–?) ∞? ? (?–?)                                                                       | ? (?–?) ∞? ? (?–?)                                                                       | Jakow Razum (?–?) ∞? ? (?–?)                                                                    | Demian Demieszko (?–?) ∞? ? (?–?)                                                               | Lew Kiriłłowicz Naryszkin (1664–1705) ∞? Anna Pietrowna Sołtykowa (1670–1728)                | Kiriłł Aleksandrowicz Naryszkin (ok. 1670–1723) ∞? Anastasija Jakowlewna Mszeczka (?–?)      |
| Pradziadkowie                               | Grigorij Semionowicz Wasilczikow (1663–?) ∞? ? (?–?)                                     | Grigorij Semionowicz Wasilczikow (1663–?) ∞? ? (?–?)                                     | ? (?–?) ∞? ? (?–?)                                                                       | ? (?–?) ∞? ? (?–?)                                                                       | Grigorij Jakowlewicz Razum (ok. 1680–ok. 1730) ∞? Natalija Demianowna Demieszko (ok. 1690–1762) | Grigorij Jakowlewicz Razum (ok. 1680–ok. 1730) ∞? Natalija Demianowna Demieszko (ok. 1690–1762) | Iwan Lwowicz Naryszkin (1700–1734) ∞? Darija Kiriłłowna Naryszkina (1709–1730)               | Iwan Lwowicz Naryszkin (1700–1734) ∞? Darija Kiriłłowna Naryszkina (1709–1730)               |
| Dziadkowie                                  | Semion Grigorijewicz Wasilczikow (ok. 1700–?) ∞? Marija Bogdanowna Chodowska (?–?)       | Semion Grigorijewicz Wasilczikow (ok. 1700–?) ∞? Marija Bogdanowna Chodowska (?–?)       | Semion Grigorijewicz Wasilczikow (ok. 1700–?) ∞? Marija Bogdanowna Chodowska (?–?)       | Semion Grigorijewicz Wasilczikow (ok. 1700–?) ∞? Marija Bogdanowna Chodowska (?–?)       | Kiriłł Grigorijewicz Razumowski (1728–1803) ∞1746 Jekaterina Iwanowna Naryszkina (1729–1771)    | Kiriłł Grigorijewicz Razumowski (1728–1803) ∞1746 Jekaterina Iwanowna Naryszkina (1729–1771)    | Kiriłł Grigorijewicz Razumowski (1728–1803) ∞1746 Jekaterina Iwanowna Naryszkina (1729–1771) | Kiriłł Grigorijewicz Razumowski (1728–1803) ∞1746 Jekaterina Iwanowna Naryszkina (1729–1771) |
| Rodzice                                     | Wasilij Semionowicz Wasilczikow (1743–1808) ∞1773 Anna Kiriłłowna Razumowska (1754–1826) | Wasilij Semionowicz Wasilczikow (1743–1808) ∞1773 Anna Kiriłłowna Razumowska (1754–1826) | Wasilij Semionowicz Wasilczikow (1743–1808) ∞1773 Anna Kiriłłowna Razumowska (1754–1826) | Wasilij Semionowicz Wasilczikow (1743–1808) ∞1773 Anna Kiriłłowna Razumowska (1754–1826) | Wasilij Semionowicz Wasilczikow (1743–1808) ∞1773 Anna Kiriłłowna Razumowska (1754–1826)        | Wasilij Semionowicz Wasilczikow (1743–1808) ∞1773 Anna Kiriłłowna Razumowska (1754–1826)        | Wasilij Semionowicz Wasilczikow (1743–1808) ∞1773 Anna Kiriłłowna Razumowska (1754–1826)     | Wasilij Semionowicz Wasilczikow (1743–1808) ∞1773 Anna Kiriłłowna Razumowska (1754–1826)     |
| Marija Wasilijewna Wasilczikowa (1779–1844) |                                                                                          |                                                                                          |                                                                                          |                                                                                          |                                                                                                 |                                                                                                 |                                                                                              |                                                                                              |